# Liga II
La Liga II es la segunda división en el sistema de ligas del fútbol rumano. Antes de la temporada 2006-07 fue llamada Divizia B. Durante su historia, la Liga II, ha pasado por muchos cambios de formato y consta actualmente de un grupo único de 20 clubes.

## Formato
La Liga II tiene dos paralelas (oeste - este) divisiones regionales, cada uno con 16 equipos. Los primeros dos equipos de cada división obtener ascendidos a la Liga I. La parte inferior de cinco de cada división descienden a la Liga III.

### Cambios
A partir de la temporada de 2010/2011, la Liga II adoptó un sistema de dos series de 16 equipos cada uno, con los dos primeros de cada serie de promoción y relegando a los tres últimos. A partir de la temporada 2013/2014, la Liga II tendrá dos series de 12 equipos cada una y play-off al final del campeonato. Desde la temporada 2014/2015, la Liga II tendrá sólo una división de 20 a 22 equipos.

## Equipos de la temporada 2025-26
A continuación se muestran los equipos que participan en la Liga II 2025-26:
| Club                      | Ciudad          | Estadio                     | Capacidad |
| ------------------------- | --------------- | --------------------------- | --------- |
| 1599 Șelimbăr             | Șelimbăr        | Municipal de Râmnicu Vâlcea | 12,000    |
| CS Afumați                | Afumați         | Comunal (Afumați)           | 3,000     |
| FC Bacău                  | Bacău           | Ruși-Ciutea Sportsbase      | 700       |
| FC Bihor Oradea           | Oradea          | Iuliu Bodola                | 11,155    |
| Ceahlăul Piatra Neamț     | Piatra Neamț    | Ceahlăul                    | 18,000    |
| Chindia Târgoviște        | Târgoviște      | Eugen Popescu               | 8,400     |
| Concordia Chiajna         | Chiajna         | Concordia                   | 5,123     |
| Corvinul Hunedoara        | Hunedoara       | Michael Klein               | 16,500    |
| FCU Craiova 1948          | Craiova         | Ion Oblemenco               | 30,983    |
| CS Dinamo București       | Bucarest        | Stadionul Dinamo            | 15,032    |
| CS Gloria Bistrița-Năsăud | Bistrița        | Jean Pădureanu              | 7,800     |
| Metalul Buzău             | Buzău           | Metalul (Buzău)             | 1,573     |
| Olimpia Satu Mare         | Satu Mare       | Stadionul Olimpia           | 18,000    |
| Politehnica Iași          | Iași            | Emil Alexandrescu           | 11,481    |
| Reșița                    | Reșița          | Mircea Chivu                | 12,500    |
| Sepsi OSK                 | Sfântu Gheorghe | Sepsi OSK Arena             | 8,400     |
| Slatina                   | Slatina         | 1 Mai (Slatina)             | 11,390    |
| Tunari                    | Tunari          | Stadionul Comunal (Tunari)  | 1,700     |
| CSA Steaua București      | Bucarest        | Steaua                      | 31,254    |
| CS Unirea Ungheni         | Ungheni         | Central                     | 750       |
| FC Voluntari              | Voluntari       | Anghel Iordănescu           | 4,600     |

## Palmarés
Equipos ascendidos se muestran en negrita o en la columna "otros equipos ascendidos".

| Año     | Campeones                                                                                          | Segundo                                                                                     | Otros equipos ascendidos                                               | Notas (resumidamente) |                                                                        |
| ------- | -------------------------------------------------------------------------------------------------- | ------------------------------------------------------------------------------------------- | ---------------------------------------------------------------------- | --- | ---------------------------------------------------------------------- |
| 1934–35 | Maccabi București Jiul Petroşani Phoenix Baia Mare Societatea Gimnastică Sibiu Dacia Unirea Brăila | AS CFR Brașov ILSA Timișoara Tricolor Baia Mare CFR Simeria Franco-Româna Brăila            | ‘‘Ninguno’’                                                            | Play-off ganado por el Jiul Petroşani. Play-off de ascenso/descenso ganado por AMEF Arad (Último lugar Divizia A 1934–35).                                                                                       |                                                                        |
| 1935–36 | Victoria Constanța ILSA Timișoara Phoenix Baia Mare IAR Brașov Franco-Româna Brăila                | AS CFR Brașov Rovine Grivița Craiova Olimpia CFR Satu Mare Şoimii Sibiu Dacia Unirea Brăila | ‘‘Ninguno’’                                                            | Play-off ganado por el ILSA Timișoara. Play-off de ascenso/descenso ganado por Universitatea Cluj (Último lugar Divizia A 1935–36).                                                                              |                                                                        |
| 1936–37 | Sportul Studențesc București Phoenix Baia Mare                                                     | AS CFR Brașov Jiul Petroşani                                                                | Dacia Unirea Brăila (3.º) Vulturii Textila Lugoj (3.º)                 | 6 equipos ascendieron y ningún equipo descendió. Divizia A 1937–38 se expandió a 20 equipos (2 grupos de 10). |                                                                        |
| 1937–38 | Tricolor Ploiești UD Reşiţa                                                                        | Victoria Constanța CAM Timișoara                                                            | ‘‘Ninguno’’                                                            | 2 equipos ascendieron y 10 descendieron. Divizia A 1938–39 volvió a tener 12 equipos. |                                                                        |
| 1938–39 | Unirea Tricolor București Gloria CFR Galați CAM Timișoara Mureşul Târgu Mureş                      | Maccabi București Dacia VA Galați CA Oradea IS Câmpia Turzii                                | ‘‘Ninguno’’                                                            | Mureşul Târgu Mureş perdió los play-off de ascenso y los otros tres ganadores ascendieron. También 3 descendieron.                                                                                               |                                                                        |
| 1939–40 | FC Ploiești Mica Brad Crișana Oradea Franco-Româna Brăila                                          | Mureşul Târgu Mureş Minerul Lupeni Universitatea Cluj Feroemail Ploiești                    | FC Craiova (3.º) FC Brăila (4.º) Gloria Arad (6.º)                     | ”Equipos obreros fueron prohibidos”. FC Brăila reemplazó al Franco-Româna Brăila. FC Craiova y Gloria Arad reemplazó al CAM Timișoara y AMEF Arad. Crișana Oradea de Oradea estuvo bajo la ocupación de Hungría. |                                                                        |
| 1940–41 | CFR Turnu Severin Jiul Petroşani Juventus București                                                | SSM Resița IS Câmpia Turzii Franco-Româna Brăila                                            | ‘‘Ninguno’’                                                            | Divizia B 1942 fue organizada por los tres campeones de la Divizia B y los 13 equipos de la Divizia A 1940–41. Heroes Cup no es oficial debido a la Segunda Guerra Mundial.                                      |                                                                        |
| 1941–46 | ”Dos ediciones no fueron oficiales debido a la Segunda Guerra Mundial.                             | ”Dos ediciones no fueron oficiales debido a la Segunda Guerra Mundial.                      | ”Dos ediciones no fueron oficiales debido a la Segunda Guerra Mundial. | ”Dos ediciones no fueron oficiales debido a la Segunda Guerra Mundial. | ”Dos ediciones no fueron oficiales debido a la Segunda Guerra Mundial. |
| 1946–47 | Unirea Tricolor București FC Ploiești Dermata Cluj                                                 | AMEF Arad Textila Sfântu-Gheorghe Karres Mediaș                                             |                                                                        | |                                                                        |
| 1947–48 | Dezrobirea Constanța Metalochimic Bucureşti Politehnica Timișoara Phoenix Baia Mare                | Şoimii CFR Sibiu Concordia Ploiești CAM Timișoara IS Câmpia Turzii                          |                                                                        | |                                                                        |
| 1948–49 | Şoimii CFR Sibiu Unirea Tricolor București                                                         | ARLUS Bacău Metalochimic Reșița                                                             |                                                                        | |                                                                        |
| 1950    | Unirea Tricolor București Universitatea Cluj                                                       | Metalul București CS Armata Cluj                                                            |                                                                        | |                                                                        |
| 1951    | CA Câmpulung Moldovenesc Metalul Câmpia Turzii                                                     | Flacăra Moreni Metalul Sibiu                                                                |                                                                        | |                                                                        |
| 1952    | Locomotiva București Știința Timișoara                                                             | Locomotiva Iaşi Flacăra Mediaș                                                              |                                                                        | |                                                                        |
| 1953    | Flacăra Ploiești Metalul Hunedoara                                                                 | Spartac București Metalul Câmpia Turzii                                                     |                                                                        | |                                                                        |
| 1954    | Progresul București Avântul Reghin Locomotiva Constanța                                            | Progresul Sibiu Flacăra Mediaș Dinamo Bacău                                                 |                                                                        | |                                                                        |
| 1955    | Locomotiva București Progresul Oradea Dinamo Bacău                                                 | Progresul Sibiu Metalul Câmpia Turzii Flacăra Poiana Câmpina                                |                                                                        | |                                                                        |
| 1956    | Recolta Târgu Mureş Steagul Roşu Brașov                                                            | Energia Hunedoara Progresul București                                                       |                                                                        | |                                                                        |
| 1957–58 | Știința Cluj Farul Constanța                                                                       | Corvinul Hunedoara Dinamo Bacău                                                             |                                                                        | |                                                                        |
| 1958–59 | Minerul Lupeni Tarom Bucureşti                                                                     | CFR Timișoara Metalul Titanii București                                                     |                                                                        | |                                                                        |
| 1959–60 | CSMS Iași Știința Timișoara Corvinul Hunedoara                                                     | Dinamo Galați Dinamo Obor București CSM Baia Mare                                           |                                                                        | |                                                                        |
| 1960–61 | Metalul Târgoviște Dinamo Pitești Jiul Petroşani                                                   | Dinamo Galați Știința Craiova CSM Baia Mare                                                 |                                                                        | |                                                                        |
| 1961–62 | CSMS Iași Farul Constanța Crişana Oradea                                                           | FCM Poiana Câmpina CSM Reşiţa IS Câmpia Turzii                                              |                                                                        | |                                                                        |
| 1962–63 | Siderurgistul Galați Dinamo Pitești Crişul Oradea                                                  | Metalul Târgoviște CSM Reşiţa CFR Timișoara                                                 |                                                                        | |                                                                        |
| 1963–64 | Știința Craiova Minerul Baia Mare                                                                  | Metalul Târgoviște CSM Reşiţa                                                               |                                                                        | |                                                                        |
| 1964–65 | Siderurgistul Galați Știința Timișoara                                                             | Dinamo Bacău IS Câmpia Turzii                                                               |                                                                        | |                                                                        |
| 1965–66 | Progresul București Jiul Petrila                                                                   | Știința București Minerul Baia Mare                                                         |                                                                        | |                                                                        |
| 1966–67 | Dinamo Bacău ASA Târgu Mureș                                                                       | Siderurgistul Galați Minerul Baia Mare                                                      |                                                                        | |                                                                        |
| 1967–68 | Politehnica Iași Vagonul Arad                                                                      | Politehnica Galați Crişul Oradea                                                            |                                                                        | |                                                                        |
| 1968–69 | Steagul Roşu Brașov CFR Cluj                                                                       | Politehnica Galați CSM Reşiţa                                                               |                                                                        | |                                                                        |
| 1969–70 | Progresul București CFR Timișoara                                                                  | Metalul Târgoviște CSM Sibiu                                                                |                                                                        | |                                                                        |
| 1970–71 | ASA Târgu Mureș Crişul Oradea                                                                      | Sportul Studențesc București Politehnica Timișoara                                          |                                                                        | |                                                                        |
| 1971–72 | Sportul Studențesc București CSM Reşiţa                                                            | Progresul București Minerul Baia Mare                                                       |                                                                        | |                                                                        |
| 1972–73 | Politehnica Iași Politehnica Timișoara                                                             | Metalul București Bihor Oradea                                                              |                                                                        | |                                                                        |
| 1973–74 | FC Galați Chimia Râmnicu Vâlcea Olimpia Satu Mare                                                  | Gloria Buzău Şoimii Sibiu Bihor Oradea                                                      |                                                                        | |                                                                        |
| 1974–75 | Sport Club Bacău Rapid București Bihor Oradea                                                      | Progresul Brăila Progresul București Şoimii Sibiu                                           |                                                                        | |                                                                        |
| 1975–76 | FCM Galați Progresul București Corvinul Hunedoara                                                  | FC Brăila Dinamo Slatina Şoimii Sibiu                                                       |                                                                        | |                                                                        |
| 1976–77 | Petrolul Ploiești CS Târgoviște Olimpia Satu Mare                                                  | Gloria Buzău Steagul Roşu Brașov Gloria Bistriţa                                            |                                                                        | |                                                                        |
| 1977–78 | Gloria Buzău Chimia Râmnicu Vâlcea FC Baia Mare                                                    | FCM Galați Dinamo Slatina CFR Cluj                                                          |                                                                        | |                                                                        |
| 1978–79 | FCM Galați Viitorul Scornicești Universitatea Cluj                                                 | Steagul Roşu Brașov Metalul București Gloria Bistriţa                                       |                                                                        | |                                                                        |
| 1979–80 | FCM Brașov Progresul Vulcan București Corvinul Hunedoara                                           | FC Constanța Rapid București Bihor Oradea                                                   |                                                                        | |                                                                        |
| 1980–81 | FC Constanța CS Târgoviște UTA Arad                                                                | Gloria Bistriţa Petrolul Ploiești Olimpia Satu Mare                                         |                                                                        | |                                                                        |
| 1981–82 | Politehnica Iași Petrolul Ploiești Bihor Oradea                                                    | Gloria Bistriţa Rapid București FC Baia Mare                                                |                                                                        | |                                                                        |
| 1982–83 | Dunărea CSU Galați Rapid București FC Baia Mare                                                    | Gloria Buzău Dinamo Victoria București UTA Arad                                             |                                                                        | |                                                                        |
| 1983–84 | Gloria Buzău FCM Brașov Politehnica Timișoara                                                      | Gloria Bistriţa Şoimii IPA Sibiu Universitatea Cluj                                         |                                                                        | |                                                                        |
| 1984–85 | Petrolul Ploiești Dinamo Victoria București Universitatea Cluj                                     | Dunărea CSU Galați Şoimii Sibiu Gloria Bistriţa                                             |                                                                        | |                                                                        |
| 1985–86 | Oțelul Galați Flacăra Moreni Jiul Petroşani                                                        | Politehnica Iași Progresul Vulcan București FCM Baia Mare                                   |                                                                        | |                                                                        |
| 1986–87 | CSM Suceava ASA Târgu Mureș Politehnica Timișoara                                                  | Politehnica Iași Progresul Vulcan București FCM Baia Mare                                   |                                                                        | |                                                                        |
| 1987–88 | FC Constanța Inter Sibiu Bihor Oradea                                                              | Politehnica Iași Jiul Petroşani Gloria Bistriţa                                             |                                                                        | |                                                                        |
| 1988–89 | Petrolul Ploiești Jiul Petroşani Politehnica Timișoara                                             | Progresul Brăila Chimia Râmnicu Vâlcea UTA Arad                                             |                                                                        | |                                                                        |
| 1989–90 | Progresul Brăila Rapid București Gloria Bistriţa                                                   | Gloria Buzău AS Drobeta-Turnu Severin UTA Arad                                              | ‘‘Ninguno’’                                                            | 3 equipos ascendieron al disolverse el Olt Scornicești y el Victoria București, y el Flacăra Moreni descendió.                                                                                                   |                                                                        |
| 1990–91 | Oțelul Galați Electroputere Craiova ASA Târgu Mureş                                                | Gloria Buzău Chimia Râmnicu Vâlcea CFR Timișoara                                            | ‘‘Ninguno’’                                                            | 3 equipos ascendieron y 3 descendieron. |                                                                        |
| 1991–92 | Progresul București CSM Reşiţa Universitatea Cluj                                                  | Gloria CFR Galați UTA Arad FCM Baia Mare                                                    | ‘‘Ninguno’’                                                            | 3 equipos ascendieron y 3 descendieron. |                                                                        |
| 1992–93 | Ceahlăul Piatra Neamț UTA Arad                                                                     | Steaua Mizil Bihor Oradea                                                                   | ‘‘Ninguno’’                                                            | 2 equipos ascendieron y 2 descendieron. |                                                                        |
| 1993–94 | Argeș Pitești FCM Baia Mare                                                                        | Politehnica Iași Unirea Alba Iulia                                                          | ‘‘Ninguno’’                                                            | 2 equipos ascendieron y 2 descendieron. |                                                                        |
| 1994–95 | Selena Bacău Politehnica Timișoara                                                                 | Dacia Unirea Brăila Corvinul Hunedoara                                                      | Politehnica Iași (3.º) –––                                             | Play-off de ascenso/descenso ganado por Politehnica Iași y Sportul. Dacia Unirea Brăila no se le permitió competir.                                                                                              |                                                                        |
| 1995–96 | Oţelul Târgovişte Jiul Petroşani                                                                   | Dacia Unirea Brăila Foresta Fălticeni                                                       | ‘‘Ninguno’’                                                            | 2 equipos ascendieron y 2 descendieron. |                                                                        |
| 1996–97 | Foresta Fălticeni CSM Reşiţa                                                                       | Precizia Săcele Electroputere Craiova                                                       | ‘‘Ninguno’’                                                            | 2 equipos ascendieron y 2 descendieron. |                                                                        |
| 1997–98 | Astra Ploieşti Olimpia Satu Mare                                                                   | FC Onești Electroputere Craiova                                                             | ‘‘Ninguno’’                                                            | 3 equipos ascendieron y 3 descendieron. FC Onești ganó los play-off de promoción contra el Electroputere Craiova.                                                                                                |                                                                        |
| 1998–99 | FC Brașov Extensiv Craiova                                                                         | Rocar București UTA Arad                                                                    | ‘‘Ninguno’’                                                            | 3 equipos ascendieron y 3 descendieron. Rocar București ganó los play-off de promoción contra el UTA Arad. |                                                                        |
| 1999–00 | Foresta Suceava Gaz Metan Mediaș                                                                   | Midia Năvodari ARO Câmpulung                                                                | ‘‘Ninguno’’                                                            | 2 equipos ascendieron y 4 descendieron. Divizia A se redujo a 16 equipos. |                                                                        |
| 2000–01 | Sportul Studențesc București UM Timișoara                                                          | Farul Constanța FC Baia Mare                                                                | ‘‘Ninguno’’                                                            | Play-off de ascenso/descenso ganado por Farul & Baia Mare. FC Baia Mare vendieron su plaza en la Liga II 2001–02 Divizia A al FCM Bacău.                                                                         |                                                                        |
| 2001–02 | AEK București UTA Arad                                                                             | Cimentul Fieni FC Baia Mare                                                                 | ‘‘Ninguno’’                                                            | Play-off de ascenso/descenso ganado por Sportul & Farul. 2 equipos ascendieron y 2 descendieron. |                                                                        |
| 2002–03 | Petrolul Ploiești Apulum Alba Iulia                                                                | Gloria Buzău Bihor Oradea                                                                   | ‘‘Ninguno’’                                                            | Play-off de ascenso/descenso ganado por Bihor & AEK Timișoara. Petrolul vendió su promoción al Oțelul y se fusionó con el Astra.                                                                                 |                                                                        |
| 2003–04 | Politehnica Iași Sportul Studențesc București CFR Cluj                                             | FC Vaslui Pandurii Târgu Jiu Jiul Petroșani                                                 | ‘‘Ninguno’’                                                            | 3 equipos ascendieron y 3 descendieron. |                                                                        |
| 2004–05 | FC Vaslui Pandurii Târgu Jiu Jiul Petroșani                                                        | Midia Năvodari FC Sibiu Gaz Metan Mediaș                                                    | ‘‘Ninguno’’                                                            | 3 equipos ascendieron y 3 descendieron. |                                                                        |
| 2005–06 | Ceahlăul Piatra Neamț Universitatea Craiova Liberty Salonta                                        | Forex Brașov Unirea Urziceni Bihor Oradea                                                   | UTA Arad (14.º)                                                        | Salonta vendió su promoción al UTA, aunque fueron descendidos. Play-off de ascenso ganado por el Urziceni contra el Bihor y Forex. 4 equipos ascendieron y 2 descendieron.                                       |                                                                        |
| 2006–07 | Delta Tulcea Universitatea Cluj                                                                    | Gloria Buzău Dacia Mioveni                                                                  | ‘‘Ninguno’’                                                            | Delta no tuvieron licencia, Ceahlăul (15.º) no descendieron. 3 equipos ascendieron y 3 descendieron. |                                                                        |
| 2007–08 | FC Brașov Argeș Pitești                                                                            | CS Otopeni Gaz Metan Mediaș                                                                 | ‘‘Ninguno’’                                                            | 4 equipos ascendieron y 4 descendieron. |                                                                        |
| 2008–09 | Ceahlăul Piatra Neamț Unirea Alba Iulia                                                            | FC Ploieşti Internațional Curtea de Argeș                                                   | ‘‘Ninguno’’                                                            | 4 equipos ascendieron y 4 descendieron. |                                                                        |
| 2009–10 | Victoria Brănești FCM Târgu Mureș                                                                  | Sportul Studențesc București Universitatea Cluj                                             | ‘‘Ninguno’’                                                            | 4 equipos ascendieron y 4 descendieron. |                                                                        |
| 2010–11 | Ceahlăul Piatra Neamț Petrolul Ploiești                                                            | Concordia Chiajna Bihor Oradea                                                              | Voința Sibiu (4.º) CS Mioveni (3.º)                                    | Bihor no tuvo licencia, Mioveni (3.º) ascendió. Play-off de ascenso ganado por el Voința (4.º) contra el Săgeata (3.º).                                                                                          |                                                                        |
| 2011–12 | CSM Studențesc Iași Politehnica Timișoara                                                          | Viitorul Constanța Gloria Bistriţa                                                          | ––– Gaz Metan Severin (3.º)                                            | Timișoara canceló su licencia, Severin ascendió. 4 equipos ascendieron y 4 descendieron. |                                                                        |
| 2012–13 | FC Botoșani Corona Brașov                                                                          | Săgeata Năvodari ACS Poli Timișoara                                                         | ‘‘Ninguno’’                                                            | 4 equipos ascendieron y 4 descendieron. |                                                                        |
| 2013–14 | CSM Studențesc Iași CS Universitatea Craiova                                                       | Rapid București ASA 2013 Târgu Mureș                                                        | ‘‘Ninguno’’                                                            | 4 equipos ascendieron y 4 descendieron. |                                                                        |
| 2014–15 | FC Voluntari ACS Poli Timișoara                                                                    | Academica Argeș CS Mioveni                                                                  | ‘‘Ninguno’’                                                            | 2 equipos ascendieron y 6 descendieron. Liga I se redujo a 14 clubes. |                                                                        |
| 2015–16 | Rapid București Gaz Metan Mediaș                                                                   | Dunărea Călărași UTA Arad                                                                   | ‘‘Ninguno’’                                                            | 2 equipos ascendieron y 2 descendieron. |                                                                        |
| 2016–17 | Juventus București                                                                                 | Sepsi Sfântu Gheorghe                                                                       | ‘‘Ninguno’’                                                            | 2 equipos ascendieron y 2 descendieron. |                                                                        |
| 2017–18 | Dunărea Călărași                                                                                   | FC Hermannstadt                                                                             | ‘‘Ninguno’’                                                            | 2 equipos ascendieron y 2 descendieron. |                                                                        |
| 2018–19 | Chindia Târgoviște                                                                                 | Academica Clinceni                                                                          | ‘‘Ninguno’’                                                            | 2 equipos ascendieron y 2 descendieron. |                                                                        |